# Động đất Alum Rock 2007
Động đất Alum Rock 2007 (tiếng Anh: 2007 Alum Rock earthquake) là trận động đất xảy ra vào lúc 20:04 (PDT), ngày 30 tháng 10 năm 2007. Trận động đất có cường độ 5.6 richter, tâm chấn độ sâu khoảng 10 km. Không có báo cáo thiệt hại nào xảy ra sau động đất.